# 大犬座FS型變星
大犬座FS型變星（FS CMa star）是噴發變星；此類變星是依據原型星大犬座FS命名。
對它們的認識仍不很清楚，最有可能是正在進行或曾經進行質量轉換的聯星系統，並且至少有一顆是有塵埃包層的B型主序星。它們長期經歷不規則的光度變化，星等的變化約2星等。這一類恆星的氫發射線比普通恆星強得多，光譜中也存在某些禁線，因此它們被歸類為Be星 。
大犬座FS型變星是很罕見的，很難確定其屬性以確定導致其異常性的原因。在大量的星團中發現一些，這已經排除一些關於它們起源的理論。首選的解釋依然是起源於聯星，可能是恆星合併的結果。